# Sherry Lansing
Sherry Lansing (Chicago, 31 de julho de 1944) é uma produtora, executiva e ex-atriz estadunidense. Ela foi CEO da Paramount Pictures e, quando era presidente de produção da 20th Century Fox, foi a primeira mulher a chefiar um estúdio de cinema em Hollywood.
Em 1996, Lansing se tornou a primeira mulher a ser nomeada Pioneira do Ano pela Fundação dos Pioneiros do Cinema, e em 1999 foi nomeada para o Conselho de Regentes da Universidade da Califórnia. Ela foi a primeira mulher chefe de um estúdio de cinema a receber uma estrela na Calçada da Fama de Hollywood e ter suas mãos e pés marcados na calçada do Grauman's Chinese Theatre.
Em 2001, foi nomeada uma das 30 mulheres mais poderosas da América pela revista Ladies' Home Journal, e The Hollywood Reporter a indicou como a quarta em sua lista Power 100 em 2003.
Em 2005, ela criou a Fundação Sherry Lansing, que se dedica a aumentar a conscientização e gerar fundos para a pesquisa do câncer.

## Filmografia

### Como produtora
- Indecent Proposal (1993)
- School Ties (1992)
- Black Rain (1989)
- The Accused (1988)
- Fatal Attraction (1987)
- When the Time Comes (1987) (TV)
- Firstborn (1984)

### Como atriz ou ela mesma
- Entertainment Tonight (2008)
- The Brothers Warner (2008)
- The Jewish Americans (2008) (TV)
- The 79th Annual Academy Awards (2007) (TV)
- ... A Father... A Son... Once Upon a Time in Hollywood (2005) (TV)
- Boffo! Tinseltown's Bombs and Blockbusters (2006) ela mesma
- Coming Attractions: The History of the Movie Trailer (2006)
- Black Rain: Making the Film - Part 1 (2006)
- Black Rain: The Script, the Cast (2006)
- Black Rain: Making the Film - Part 2 (2006)
- Black Rain: Post-Production (2006)
- Sunday Morning Shootout (2004) (TV)
- The Directors (1999) (TV)
- Frasier (1996) (TV)
- Hollywood Women (1993) (TV)
- Ironside (1971) (TV)
- Dan August (1971) (TV)
- Rio Lobo (1970)
- Loving (1970)
- The Good Guys (1968) (TV)